# Pound for pound
Pound for pound ist ein Begriff aus Kampfsportarten, besonders dem Boxsport. Es geht dabei um die Kategorisierung beziehungsweise Rangordnung von Boxern gemäß ihrer Leistungsfähigkeit und entspricht einer Weltrangliste. Da es im Profi-Boxen 17 verschiedene Gewichtsklassen gibt, die jeweils bis zu 5 verschiedene Weltmeister führen, dient diese Einteilung einer Objektivierung und der Übersichtlichkeit.
Ein direktes Duell eines leichteren Sportlers mit einem wesentlich schwereren in Kampfsportarten würde meist zum Sieg des schwereren und größeren führen, ohne dabei etwas über die individuelle Klasse des schwereren bzw. leichteren auszusagen.
Die Pound-for-pound-Rangfolge soll dabei anhand der Kampfverläufe (Dominanz, technische Fähigkeiten, spektakulärer Verlauf, Schlag- bzw. Trefferfrequenz) und der Klasse der vergangenen Gegner eine Klassifikation erleichtern, die in Anbetracht der Fülle von Weltmeistern in den 17 Gewichtsklassen anhand des Begriffes „Weltmeister“ so nicht gegeben ist.
Pound-for-pound-Führende sind dabei häufig Weltmeister verschiedener Gewichtsklassen bzw. Verbände gewesen. So sind Manny Pacquiao, Floyd Mayweather, Shane Mosley, Roy Jones, Óscar de la Hoya, Joe Calzaghe, Juan Manuel Márquez und Bernard Hopkins anhand der oben genannten Kriterien in den vergangenen 15 Jahren führend in dieser Rangliste gewesen.
The Ring als Box-Fachzeitschrift und andere Publikationen bzw. Internetforen aktualisieren dabei monatlich die Rangliste, die die 50 führenden Boxer ausweist.